# Чизано (Савона)
Чизано је насеље у Италији у округу Савона, региону Лигурија.
Према процени из 2011. у насељу је живело 585 становника. Насеље се налази на надморској висини од 54 м.